# Sanções contra a Nicarágua
As sanções internacionais contra a Nicarágua são medidas adotadas pelos Estados Unidos, Canadá, Suíça e União Europeia contra altos funcionários públicos pertencentes ao governo de Daniel Ortega, responsabilizando a Nicarágua por ter violado os principais direitos humanos não apenas da oposição política, mas também os direitos do povo nicaraguense.

## Antecedentes
As origens das sanções internacionais contra o governo de Daniel Ortega remontam aos protestos nicaraguenses de abril de 2018, quando naquele ano e segundo a Comissão Interamericana de Direitos Humanos (CIDH), 328 pessoas foram mortas pelas forças de segurança do Estado e também por simpatizantes partidários da Frente Sandinista de Libertação Nacional (FSLN), cujo líder é Daniel Ortega. Essas mortes causaram grande comoção não só na Nicarágua, mas também internacionalmente.
Entretanto, Daniel Ortega classificou os protestos antigovernamentais como inimigos da "Revolução Sandinista" e justificou as prisões políticas alegando que um suposto "golpe de Estado" estava sendo preparado contra seu governo pela oposição, também observando que não houve 326 mortos, mas apenas cerca de 200 mortos.

## Iniciativas sancionatórias

### Estados Unidos
Em 18 de julho de 2018 e alguns meses após os protestos e assassinatos de abril de 2018, os senadores republicanos Marco Rubio e Ted Cruz juntamente com o senador democrata Dick Durbin apresentaram ao Senado dos Estados Unidos um projeto de lei para penalizar os membros do governo sandinista, acusando-o de ser responsável pela morte de pessoas que participaram dos protestos.
Em 22 de agosto de 2018, foi sancionado o comissário Francisco Díaz Madriz, chefe da Polícia Nacional e consogro do presidente Ortega.
Em 27 de novembro de 2018, o governo do presidente Donald Trump assinou uma ordem executiva sancionando a vice-presidente nicaraguense Rosario Murillo (esposa de Daniel Ortega) e seu assessor de segurança Néstor Moncada Lau, acusando-os de corrupção e graves abusos dos direitos humanos. O Departamento do Tesouro dos Estados Unidos observou que a ordem executiva assinada pelo próprio presidente dos Estados Unidos implica o bloqueio de qualquer "propriedade ou interesse em propriedades" de Murillo que esteja nas mãos de um norte-americano ou sob jurisdição estadunidense.
Além disso, a sanção também proíbe qualquer cidadão norte-americano de fazer negócios com Rosario Murillo ou Moncada e a Casa Branca informou que a entrada dos sancionados no país também foi suspensa e proibida.

### Canadá
Em 22 de junho de 2019 e em coordenação com os Estados Unidos, o Canadá também decidiu sancionar a vice-presidente Rosario Murillo juntamente com outras 14 pessoas, incluindo seu filho, Laureano Facundo Ortega Murillo; o chefe da Polícia Nacional da Nicarágua, Francisco Javier Díaz Madriz; o Assessor de Segurança Nacional da presidência, Néstor Moncada Lau; e o Secretário-Geral da Prefeitura de Manágua, Fidel Antonio Moreno Briones, entre outros. No entanto, não foi especificado como eles seriam penalizados. O motivo pelo qual o Canadá decidiu aplicar essas sanções contra "membros-chave" do governo Ortega se deve ao fato de que foram constatadas "violações graves e sistemáticas dos direitos humanos" no país centro-americano.

### União Europeia
Em outubro de 2020, a União Europeia sancionou os comissários Ramón Avellán e Francisco Díaz Madriz, a ex-Ministra da Saúde, Sonia Castro, e o conselheiro presidencial, Néstor Moncada Lau.